# Wormaldia praecursor
Wormaldia praecursor is een fossiele soort schietmot uit de familie Philopotamidae.